# Centro de salud Miguel de Cervantes
El Centro de Salud Universitario Miguel de Cervantes (C.S.U. Miguel de Cervantes) es un edificio situado en Alcalá de Henares (Madrid), perteneciente al Servicio Madrileño de Salud, destinado a la atención sanitaria pública directa y con acreditación docente.

## Localización
Situado en la avenida Gustavo Adolfo Bécquer, número 23, de Alcalá de Henares (Madrid). A 609 metros sobre el nivel del mar.

### Acceso
- Desde Alcalá de Henares:

- Línea L3 de autobuses urbanos, desde la Plaza de Cervantes hasta Espartales.
- Línea L10 de autobuses urbanos, desde la Vía Complutense hasta Espartales.
- Desde Madrid: línea 227 de autobuses interurbanos, desde el Intercambiador de Avenida de América (Madrid) con destino Espartales - Universidad (Alcalá de Henares).[7]

## Características
Es un centro público de atención primaria del Sistema Nacional de Salud perteneciente al Servicio Madrileño de Salud, y situado en la zona este de la Comunidad de Madrid. Fundado el 26 de junio de 2001, inicialmente en un módulo prefabricado, para inaugurarse el 16 de noviembre de 2006 el edificio actual, sobre una superficie de 2.600 m², diseñado por los arquitectos Gonzalo Velasco Vicente y Wenceslao García Camarena.
La población asignada es de aproximadamente 25.000 personas, de los barrios de Espartales, Ciudad 10, Campus Universitario, y el Ensanche en el Distrito IV de Alcalá de Henares. Su zona básica de salud se corresponde con las siguientes secciones censales municipales: D6 (sec. 17) y D8 (sec. 15, 16, 17, 20-23, 25 y 28).

### Atención socio-sanitaria
Ofrece atención sanitaria de Medicina de Familia, Pediatría de Atención Primaria, Enfermería Comunitaria, Fisioterapia, Matrona, y Odontología; y servicios sociales mediante un Trabajador Social. Para su servicio dispone de una plantilla profesional formada por 14 médicos de familia, 5 pediatras, 14 enfermeras, 2 fisioterapéutas, 2 matronas, 1 odontólogo, 1 trabajador social, 7 auxiliares administrativos, 1 auxiliar de enfermería, y 1 auxiliar de odontología. La asistencia se ofrece de lunes a viernes, en horario de 08:00 horas a 21:00 horas.
Tiene como centros de referencia para consultas de especialistas al Centro Integral de Diagnóstico y Tratamiento Francisco Díaz, y al Hospital Universitario Príncipe de Asturias.

### Centro docente

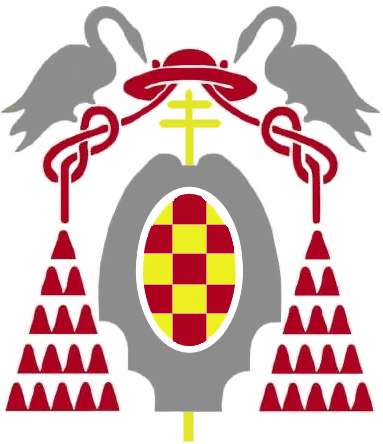
Escudo de la Universidad de Alcalá.

Es un centro docente de prácticas, adscrito a:
- la Unidad Docente Multiprofesional de Atención Familiar y Comunitaria ESTE para impartir formación a residentes de Medicina Familiar y Comunitaria.[10]
- la Universidad de Alcalá para las prácticas tuteladas de estudiantes de Medicina, y de Enfermería
- al Ilustre Colegio Oficial de Médicos de Madrid para el reciclaje de médicos de familia.
- además, se imparten prácticas de auxiliar administrativo sanitario.

### Investigación
Los profesionales sanitarios participan en diversos proyectos de investigación:
- Clasificación de Derivaciones Fármaco-terapéuticas (MEDAFAR)[11]
- Ensayo clínico OB12[12]

## Denominación

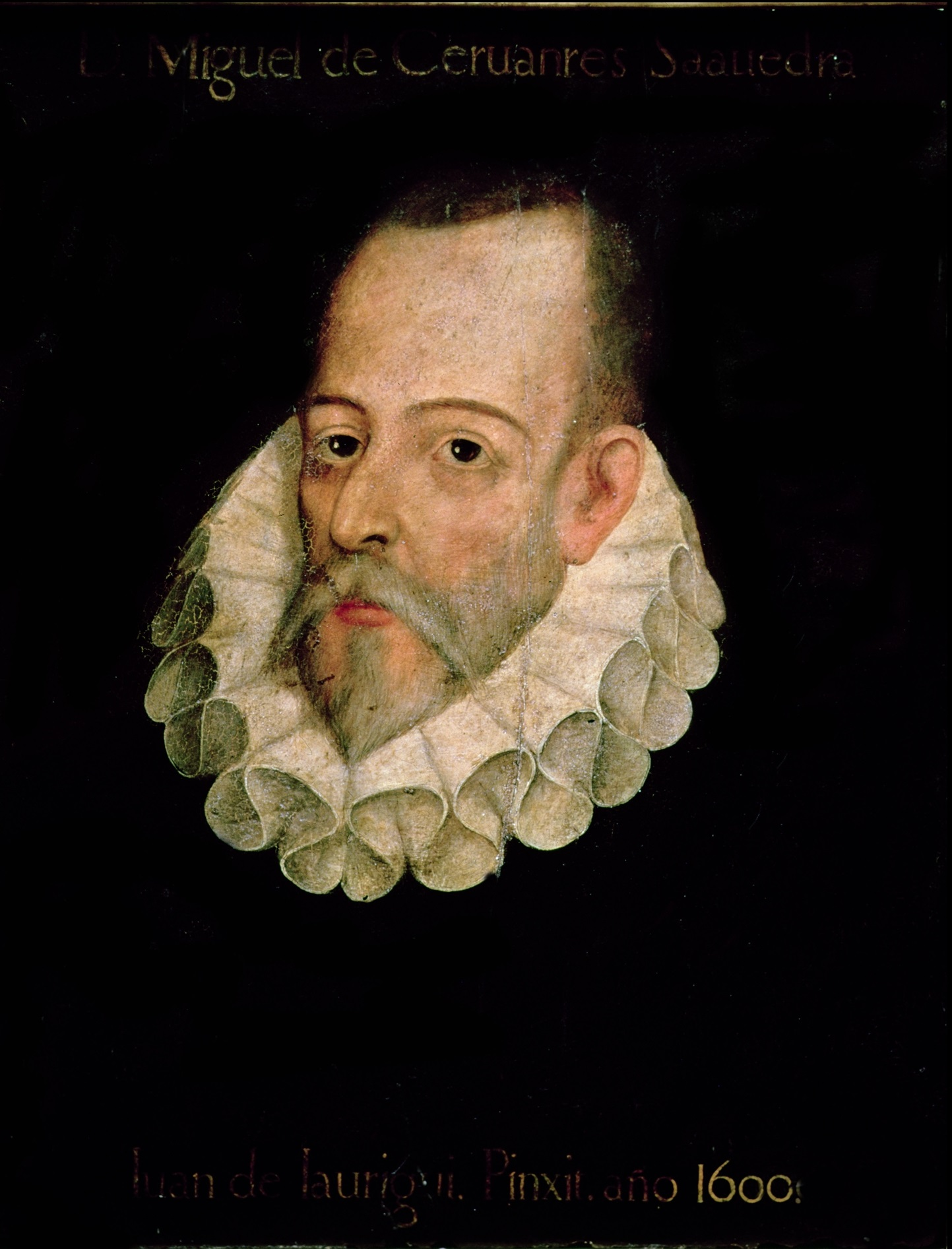
Miguel de Cervantes.

Su nombre es un homenaje en memoria de Miguel de Cervantes, ilustre alcalaíno y novelista universal. Frases cervantinas relacionadas con la salud y la Medicina:
- "Come poco y cena mas poco, que la salud de todo el cuerpo se fragua en la oficina del estómago."
- "Sé templado en el beber, considerando que el vino demasiado ni guarda secreto ni cumple palabra."
- "Tripas llevan pies, que no pies a tripas." o "Tripas llevan corazón, que no corazón tripas."
- "La boca sin muelas es como molino sin piedra y mucho más se ha de estimar un diente que un diamante."
- "Las tristezas no se hicieron para las bestias, sino para los hombres; pero si los hombres las sienten demasiado, se vuelven bestias."
- "Mira no me engañes, ni quieras con falsas alegrías alegrar mis verdaderas tristezas."
- "Más vale la pena en el rostro que la mancha en el corazón."
- "Me moriré de viejo y no acabaré de comprender al animal bípedo que llaman hombre, cada individuo es una variedad de su especie."
- "No andes, Sancho, desceñido y flojo, que el vestido descompuesto da indicios de ánimo desmalazado."
- "¡Oh, memoria, enemiga mortal de mi descanso!"
- "Sea moderado tu sueño; que el que no madruga con el sol, no goza del día."
- "Si los celos son señales de amor, es como la calentura en el hombre enfermo, que el tenerla es señal de tener vida, pero vida enferma y mal dispuesta."
- "Un buen arrepentimiento es la mejor medicina que tienen las enfermedades del alma."
- "A los médicos sabios, prudentes y discretos los pondré sobre mi cabeza y los honraré como a personas divinas."[15]